# Neumanpad
De Neumanpad, tot en met 1921 de Picornekreek, is een straat in het centrum van Paramaribo. De straat loopt van de Zwartenhovenbrugstraat naar de Maagdenstraat.

## Naamgever
Aanvankelijk liep langs deze route de Picornekreek, die vernoemd was naar Casimirus Pokorna. Pokorna was een Zweeds edelman (1676-1752). In 1921 werd deze kreek gedempt omwille van een betere riolering van de Domineestraat.
Hierna werd de naam Neumanpad, als vernoeming naar de pianist en componist Theodor Neumann Cordua. Hij werd geboren in Paramaribo en vertrok op jonge leeftijd naar Wenen. In 1885 kwam hij nog eens terug om in Thalia een trio in première te brengen. Hij overleed Caracas in Venezuela, mogelijk tijdens een tournee.

## Bouwwerken
De straat begint iets voor de kruising met de Zwartenhovenbrugstraat en kruist via een schuine doorsteek met de Jodenbreestraat en de Domineestraat en eindigt op de Maagdenstraat, nabij het Vaillantsplein. Zowel het begin- als het eindpunt kan niet met een voertuig ingereden worden vanwege eenrichtingsverkeer.
In de straat bevinden zich enkele bedrijven, de Universele Kerk, een nachtclub en op de hoek met de Maagdenstraat de UN Mall. Rond 1960 bevond zich in de straat de vestiging van Rapar Broadcasting Network.

## Muurschilderingen
In 2013 in Paramaribo maakten groepen kunstenaars verschillende muurschilderingen in het kader van Switi Rauw / Carifesta XI, waaronder Everyday Heroes waarin elke kunstenaar een held heeft uitgebeeld die dichtbij staat.

## Stadsbrand van 1821

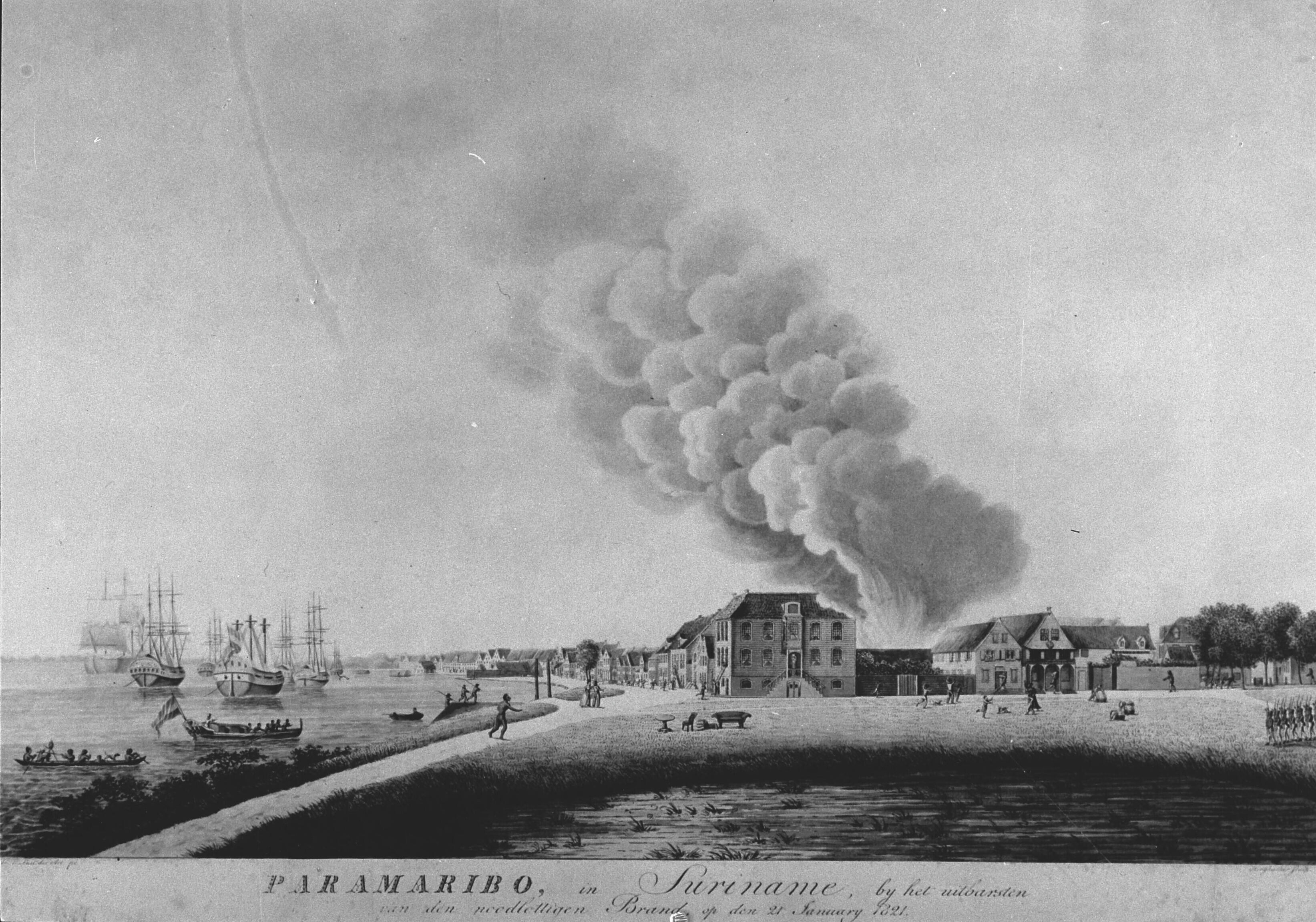
Prent van de stadsbrand van 1821

Op zondagmiddag 21 januari 1821 brak rond half twee brand uit in een huis op de hoek van het Gouvernementsplein en de Waterkant. De brand bleef vervolgens overslaan op andere huizen tot de brand de volgende dag om twaalf uur onder controle was. In tien straten brandden alle huizen af. Ook het eind van het Neumanpad en andere straten werden zwaar getroffen.